# Бугрянка (река, Колгуев)
Бугря́нка — река в России на острове Колгуев, острове расположенном в Северном Ледовитом океане на востоке Баренцева моря. Длина Бугрянки — 50 км. Впадает в губу Ременку.
На реке Бугрянка расположен поселок Бугрино, единственный населённый пункт на острове Колгуев.

## Данные водного реестра
По данным государственного водного реестра России река относится к Двинско-Печорскому бассейновому округу. Речной бассейн — междуречья Печоры и Мезени, впадающих в Баренцево море. Водохозяйственный участок — остров Колгуев, входящий в состав островов Баренцева моря, в пределах внутренних морских вод и территориального моря РФ.
Код водного объекта 03040010012103000092150.